# Bonneville-la-Louvet
Bonneville-la-Louvet è un comune francese di 799 abitanti situato nel dipartimento del Calvados nella regione della Normandia.

## Società

### Evoluzione demografica
Abitanti censiti